# Aphantophryne minuta
Espèce
Statut de conservation UICN

 DD  : Données insuffisantes
Aphantophryne minuta est une espèce d'amphibiens de la famille des Microhylidae.

## Répartition
Cette espèce est endémique de la province nord (ou d'Oro) en Papouasie-Nouvelle-Guinée. Elle se rencontre à environ 2 700 m d'altitude.

## Étymologie
Son nom d'espèce, du latin, minutalis, « petit, chétif », lui a été donné en référence à sa petite taille. Selon les auteurs, il s'agit peut être de l'espèce la plus petite parmi les Microhylidae.

## Description
L'holotype, une femelle, mesurait 12 mm.

## Publication originale
- Zweifel & Parker, 1989 : New species of microhylid frogs from the Owen Stanley Mountains of Papua New Guinea and resurrection of the genus Aphantophryne. American Museum Novitates, no 2954, p. 1-20 (texte intégral).